# Haplochromis worthingtoni
Haplochromis worthingtoni é uma espécie de peixe da família Cichlidae.
É endémica do Uganda.